# Шолдану
Шолдану (рум. Șoldanu) — село у повіті Келераш в Румунії. Адміністративний центр комуни Шолдану.
Село розташоване на відстані 41 км на південний схід від Бухареста, 64 км на захід від Келераші.

## Населення
За даними перепису населення 2002 року у селі проживали 2448 осіб.
Національний склад населення села:
| Національність | Кількість осіб | Відсоток |
| -------------- | -------------- | -------- |
| румуни         | 2089           | 85,3%    |
| цигани         | 356            | 14,5%    |

Рідною мовою назвали:
| Мова      | Кількість осіб | Відсоток |
| --------- | -------------- | -------- |
| румунська | 2419           | 98,8%    |
| циганська | 28             | 1,1%     |